# Abu al-Rabi Sulayman
Abû al-Rabî` Sulaymân (أبو الربيع سليمان, ⴰⴱⵓ ⵕⵕⴰⴱⵉⵄ ⵙⵍⵉⵎⴰⵏ ) est né en 1291. Abû al-Rabî`, frère d'Abû Thâbit, lui succéda sans difficulté en 1308 comme sultan mérinide. Il est mort à Taza en 1310.

## Histoire
En allant réprimer une révolte à Taza il mourut emporté par la maladie (1310).

## Sources
- Charles-André Julien, Histoire de l'afrique du Nord, des origines à 1830, édition originale 1931, réédition Payot, Paris, 1994
- Le site en arabe http://www.hukam.net/